# Л’Эскарен
Л’Эскарен (фр. L'Escarène) — коммуна на юго-востоке Франции в регионе Прованс — Альпы — Лазурный берег, департамент Приморские Альпы, округ Ницца, кантон Конт. До марта 2015 года коммуна являлась административным центром упразднённого кантона Л’Эскарен (округ Ницца).
Площадь коммуны — 10,67 км², население — 2259 человек (2006) с тенденцией к росту: 2449 человек (2012), плотность населения — 229,5 чел/км².

## Население
Население коммуны в 2011 году составляло — 2414 человек, а в 2012 году — 2449 человек.
| 1962 | 1968 | 1975 | 1982 | 1990 | 1999 | 2004 | 2006 | 2009 | 2011 | 2012 |
| ---- | ---- | ---- | ---- | ---- | ---- | ---- | ---- | ---- | ---- | ---- |
| 1223 | 1619 | 1553 | 1424 | 1751 | 2128 | 2239 | 2259 | 2384 | 2414 | 2449 |

Динамика численности населения:

## Экономика
В 2010 году из 1482 человек трудоспособного возраста (от 15 до 64 лет) 1103 были экономически активными, 379 — неактивными (показатель активности 74,4 %, в 1999 году — 68,5 %). Из 1103 активных трудоспособных жителей работали 988 человек (539 мужчин и 449 женщин), 115 числились безработными (50 мужчин и 65 женщин). Среди 379 трудоспособных неактивных граждан 105 были учениками либо студентами, 145 — пенсионерами, а ещё 129 — были неактивны в силу других причин.
На протяжении 2010 года в коммуне числилось 893 облагаемых налогом домохозяйства, в которых проживало 2071,0 человек. При этом медиана доходов составила 18 тысяч 369,5 евро на одного налогоплательщика.

## Достопримечательности (фотогалерея)
- Вид на Л’Эскарен
- Здание мэрии
- Мост